# 探路者倾向

探路者倾向标志

探路者倾向（英語：Pathfinder tendency）是由一些前托洛茨基主义政党和组织组成的非正式国际组织。该组织的主导者是美国社会主义工人党。该组织推崇古巴革命，并积极支持古巴共产党。该组织得名于美国社会主义工人党经营的探路者出版社和探路者书店。
1980年代，美国社会主义工人党和第四国际领导层在意识形态上出现了严重分歧，于是该党及其追随者和第四国际逐渐疏远，形成“探路者倾向”，并于1990年正式退出第四国际。

## 成员
- 共产主义联盟
- 英国 共产主义联盟
- 加拿大 共产主义联盟
- 冰島 共产主义联盟（已消亡）
- 新西兰 共产主义联盟
- 瑞典 共产主义联盟（已消亡）
- 美国 社会主义工人党